# الداماد علي باشا الكتخدا
علي باشا الكتخدا سياسي عثماني من مماليك العراق.حكم بغداد خلفاً للوالي سليمان باشا الكبير، وإبتدأت حكومته من سنة (1217 ه‍/ 1802 م) إلى سنة (1222 ه‍/ 1807م). وخلفه سليمان باشا الصغير.

## إرسال حملات ضد الوهابيين
في سنة 1208هـ/1797م أرسل الوزير سليمان باشا حملة عسكرية بقيادة الشيخ ثويني السعدون بعد أن أعاد إليه مشيخة المنتفق لصد الهجمات الوهابية ضد مدن وبوادي جنوب العراق العثماني وخصوصًا مراعي المنتفق. فبعد استفحال أمر الوهابيون بحيث شكلوا تهديدًا حقيقيًا، فاستغل ثويني تلك الفرصة وأعلن النفير العام، فاحتشدت عنده عربان المنتفق وأهل الزبير والبصرة، ثم أمد له الوالي بجيش التقى به في الجهرة. فتوجه ثويني بحملته جنوبًا نحو الأحساء، ولم يتوجه نحو الدرعية مباشرة كون الأحساء مركز تموين سهل للقوات. ومع هذا فإن حملة ثويني السعدون لم يقدر لها أن تحقق هدفها، لأنه لقي مصرعه على يد أحد عبيد بني خالد، قبل أن يقوم بأي عمل ناجح ضد القوات السعودية التي اتجهت صوب الأحساء. فاضطربت صفوف الحملة العراقية واضطرت إلى التراجع. فتعقبتها القوات السعودية وأخذت تطارد فلولها حتى حدود الكويت. واستولت على الكثير من معداتها ومدافعها وعتادها، وغنمت الكثير من الغنائم.
وبعد فشل تلك الحملة جهز الوالي حملة أخرى بقيادة زوج ابنته «علي باشا الكهية» لغزو الإحساء سنة 1798م، وكان هدفها السيطرة على الإحساء تمهيدًا للزحف نحو الدرعية، إلا أن الحملة فشلت في مهمتها بعد إقرار سلام هش بين الطرفين.

## لمحة تاريخية
كان علي باشا (علي آغا) قد عمل باخلاص وإنقياد للوزير سليمان باشا، عندما كان (آغا) قبل ان يصبح كتخدا.ففي عام 1210 ه‍، قام علي آغا وباتفاق مع بعض الأغوات بقتل أحمد كهية وبايعاز من الوزير سليمان باشا لكونه كان يسرف ويبذل الأموال الطائلة، وفي نفس الوقت أنقص رواتب الأغوات من ثلاثة آلاف قرش إلى خمسمائة قرش، وتكبره حتى على الوزير، وقد كافأ الوزير علي آغا لانجازه هذه المهمة بتعيينه (كتخدا) وداماد، وبتوصية من الوزير ورد فرمان بترقيته إلى منصب ميرميران في 11 من شهر جمادي الآخرة 1211 ه‍. وفي 1212ه‍، قام العبد طعيس (من عَبيد (خادم) ابن سعود في نجد) بقتل ثويني بن عبد الله السعدون شيخ المنتفق، وفيها حارب علي باشا تمرد عشائر عفك، وتمرد حمد الحمود شيخ الخزاعل، وتمرد فرقة السعيد من عشائر الزبير والجوازر، وتصدى لهجمات الوهابيين وتراسل مع سعود بن عبد العزيز، وبعدها حارب أهل ألحسا، ثم حارب عشائر عنزة لتعرضهم للعشائر العراقية، ثم واجه عشيرتي قشعم والدليم، ثم الخزاعل، وفي سنة 1216 ه‍، واجه الوهابيين مرة أخرى، ثم تصدى لعشائر عفك وجليحة، وظهر وباء الطاعون في بغداد والوهابيون يهاجمون كربلاء فجهز جيشه ووصل كربلاء لمطاردتهم.
وفي 8 ربيع الآخر 1217 ه‍/1802 م، توفي والي بغداد سليمان باشا الكبير وكان أثناء إحتضاره جمع صهره الأكبر (داماد) علي باشا الكتخدا وخازنه داود آغا وأصهاره (الدامادية) الآخرين (داماد) سليم بك وكتخدا البوابين نصيف آغا، فجعل علي باشا الكتخدا خلفاً له ونصحه بعض النصائح ونبه الآخرين بالإنقياد إليه، وان يعاضد الواحد الآخر.

## الفتنة
بعد دفن سليمان باشا في مقبرة الإمام الأعظم أجمع أهل الحل والعقد في بغداد بان الكتخدا علي باشا هو الأليق بوزارة بغداد، وكتبوا محضراً وأرسلوه إلى الدولة بذلك، إلا أن أحمد آغا أغة الينيشرية (الينكجرية) داخله الحسد، فاجتمع بسليم بك صهر سليمان باشا الأسبق ووسوس له بانه اولى بالوزارة من علي بك، فأماله إليه، ثم ذهب إلى علي بك الكتخدا وقال له ان أهل بغداد أهل نفاق وإثارة فتن من قديم الأزل، وأخشى أن يهجموا عليك الغوغاء والأوباش، فالأولى أن تأذن لي في ضبط قلعة بغداد بالينيشرية لنكون آمنين من أهل بغداد، فوافقه على ذلك ولا يعلم انه مضمر له الخيانة. فبعد ان استقر في القلعة شرع بالمحاربة مع علي بك وطلب الوزارة لنفسه، واشتد الأمر على علي بك ثم جاءه المبشر يخبره بمقتل أحمد آغا ففرح واطمأن وملك القلعة وعفا عن أكثر من فيها وهدأت الفتنة.

## الوزير داماد علي باشا الكتخدا
وبعد ذلك وصل الفرمان من الدولة العلية بتوجيه إيالة بغداد لعلي باشا، وبدأ حكمه بغزو البلباص (البلباس) من الأكراد فأطاعوه، ودفعوا الخراج الذي عليهم. وقاتل أهل سنجار ألكفار (اليزيدية) في الجبل وطوعهم. وبعد رجوعه من سنجار غضب على محمد وعبد العزيز ابني عبد الله باشا الشاوي وأمر بخنقهما.
وفي سنة 1220 ه‍/1805 م، عاد الوزير علي باشا بعد تأديب شيخ الخزاعل في الشامية وترك هناك خالد الكهية ورئيس الكتيبة (باش آغا)، وعبد الرحمن باشا، ومحمد باشا متصرف كوى في الحلة للمحافظة.
ثم علم الوزير ان جاسم بك الشاوي عبر بعشيرة العبيد وتمكن من الخابور، فعين الوزير عبد الرحمن باشا ومحمد الكهية لتبديد شملهم فأطاعا الأمر. ولوجود عداوة سابقة بينهما، وعند وصولهما إلى منزل (البط) قام عبد الرحمن باشا بقتل محمد باشا وألقى القبض على أتباعه وذهب إلى كركوك. وكانت المصلحة تدعو الوزير إلى السكوت عنه لفترة، لذا كتب إليه يعزره وينصحه وبالنتيجة يعفو عنه. ولكنه عندما إلى داقوق عاث عسكره بالزروع والقرى ونهب وسلب. فاخبر متسلم كركوك بكل ذلك وجاءت أخبار أخرى تنذر بخطره فظهرت خيانته. وكان الوزير قد سجن خالد الكهية لظنه انه متفق معه في الخفاء، وسجن الحاج عبد الله آغا متسلم البصرة سابقا وسجن أعوانهما في القلعة الداخلية واتهم كاتب الديوان محمد الفيضي وعين مكانه ابن اخته سليمان بك وكيل الكهية وعزل الكهية، ووجه (إيالة بابان) إلى خالد بك ابن أحمد باشا، ووجه ألوية كوى وحرير إلى سليمان بك ابن إبراهيم باشا برتبة باشا لكل منهما، وصدر الأمر بعزل عبد الرحمن باشا. ثم قام الوزير بقتل خالد الكهية المحبوس ونفى الحاج عبد الله آغا. فقام الوزير بتجهيز جيشه لمحاربة عبد الرحمن باشا الذي قدم التماساً بالعفو والرأفة ولكن الوزير لم يعدل عن قراره. وعبد الرحمن جلب إلى جانبه ضامن المحمد شيخ العبيد، وحمد الحسين شيخ الغرير. فتصدى له خالد باشا عند قنطرة الذهب (آلتون كوبري) فلم يستطع خالد مقاومة جيش عبد الرحمن باشا فنجا بنفسه مع بعض أعوانه بشق الأنفس، أما أخوه عبد العزيز بك فخرق جيش عبد الرحمن باشا من ناحية طوز خرماتو من جهة البيات وذهب إلى علي باشا بنحو مائة فارس وأخبره بما وقع. ثم توجه عبد الرحمن باشا بجيسه إلى ألتون كوبري وانتهب أهليها، ثم أقام في (قرة حسن). ولذا سارع الوزير لملاقاة عبد الرحمن باشا نحو كركوك ولم يعتقد عبد الرحمن باشا
ان الوزير سيوجه عليه، وبينما هو في حالة دفاع فاجأه الوزير بغتة فلم يستطيع البقاء فعاد للوراء في مضيق بازيان ، وان شيوخ العبيد وشيوخ الغرير فروا يلتمسون النجاة نحو سنجار فالخابور ثم عبروا إلى الشامية. فكلف الوزير شيخ شمر فارس الجرباء لإقتفاء أثرهم وكذا قبيلة عقيل ليقطعوا مرورهم ويمنعونهم من العبور إلى جهة الشامية. فباغتتهم القبائل فتلوا منهم الكثير بينهم ضامن المحمد شيخ العبيد وغنموا ما كان لديهم، فجاءت البشرى إلى الوزير وهو في كركوك. فكتب عبد الرحمن باشا إلى شاه إيران يطلب منه إنقاذه، والتمس الشاه من الوزير ان يشفعه فيه بالعفو، لكن الوزير ألزمه الحجة بالعقل.
فهاجم الوزير المضيق الذي يحتمي به عبد الرحمن باشا وانكسر جيشه وقتل منهم الكثير وألقي القبض على آخرين منهم. ثم تحرك الوزير نحو الخابور للقضاء على البقية الباقية من العبيد ففروا من أراضيهم تاركين أموالهم، فرتعت خيل الجيش في زروعهم بضعة أيام إلى أن أتلفها، ثم عاد إلى بغداد في 4 رجب. ودامت هذه السفرة أربعة أشهر وعشرين يوماً.

## سليمان بك
ولما دخل بغداد أنعم الوزير علي باشا على سليمان بك (سليمان باشا الصغير) بمنصب كهية أصالةً وألبسه الخلعة لما رأى فيه من المقدرة.

## معارك أخرى
ان الوهابيين صاروا يشنون الغارات على أنحاء العراق، فتأهب الوزير فخرج بنفسه من بغداد في غرة شهر رمضان وجاء إلى الحلة فنزل الوردية، وبث العيون للإستطلاع والحصول على الأخبار.
فهجم ابن سعود على النجف فلم يتمكن منها لسورها الحصين وخندقها العريض، ثم هاجم الزملات من غزية وأخذ مواشيهم، وهاجم الخزاعل، ثم سار إلى السماوة وحاصر أهلها ونهب نواحيها ودمر شجرها، ثم قصد البصرة ونازل أهل الزبير ووقع بينه وبين أهله مناوشة، ورحل إلى وطنه.
وبعدها واجه الوزير بني لام وقد امتنع شيخهم عرار العبد العال عن أداء الميري، فسير كتخذاه سليمان باشا إليهم، فاغار عليهم حتى جاءته الأخبار أنهم عبروا نهر دويريج، فعبر النهر فلم يجدهم، فهاجم عرب المقاصيص وارسل غنائمهم عن طريق (جسّان). ولكن بعد بضعة أيام طلب (عباس الفارس) الدخالة والأمان فقبلت منه ثم وجهت إليه مشيخة بني لام، ثم أغار على بعض المعدان واغتنم مقداراً من الأغنام واخذت الرهائن من شيخ ربيعة.
وعاد الكتخدا إلى بغداد.
وبعدها أقام الوزير علي باشا مدة في الحلة فرأى من شيخ زبيد حطاب الشلال ما لا يوافقه فعزله ونصب مكانه ابن عمه حسين البندر شيخاً.
وفي معاركه مع عبد الرحمن باشا وقع سليما بك الكتخدا أسيرا وسلموه إلى شاه إيران، ولما وصل خبر أسره الوزير خاله، ساءه ذلك وتقهقهر حتى نزل عليه حمود بن ثامر ونزوله كان نعمة على الوزير حيث أكرمه وزاد من تعظيمه. ولما تم الصلح بسعي السفراء عاد سليمان باشا فدخل بغداد..فأفاض على حمود كل نعمة.
وفي سنة 1122 ه‍/1807 م، ورد الفرمان من الدولة بترقية سليمان الكهية رتبة ميرميران ونال لقب باشا، وكان كله من إلتماس الوزير الذي قدمه للدولة سابقا لأعماله المرضية للوزير.

## مقتل الوزير
جاء قبل ثلاث سنوات شخص يدعى (مدد بك) من أعيان باطوم إلى الوزير فأكرم مثواه، ولنه إتفق في الخفاء مع مصطفى الأبازة وأمثاله وهم ثمانية أو تسعة تحالفوا على إغتيال الوزير وصاروا ينتهزون الفرصة. وفي 24 جمادى الثانية 1222 ه‍/أغسطس/آب 1807 م، ليلة الثلاثاء كان الوزير حسب المعتاد يؤدي صلاة الصبح عند طلوع الفجر مع الجماعة، وبينما هو في السجدة الثانية من الركعة الأولى إذ فاجأه مدد بك بضربة خنجر وآخر ضرب عباس آغا المهردار في بشتاوه فأرداه. وفي الحال كسر الراج وأطفئ الشمع فخرجوا وذهبوا إلى دار نصيف آغا كتخدا البوابين. أما المهردار فأنه توفي في آنه ولكن الوزير بقؤ ساعة ثم مات، وعمره 45 سنة، وأيام حكومته مع مدة القائممقامية خمس سنوات وثلاثة أشهر و19 يوماً.وهو من مماليك سلفه سليمان باشا الكبير. وقد خلفه بعد مقتله ابن أخته سليمان باشا الصغير.